# Hylaeus episcopalis
Hylaeus episcopalis là một loài Hymenoptera trong họ Colletidae. Loài này được Cockerell mô tả khoa học năm 1896.